# اورتابوک (مرزیفون)
اورتابوک (به ترکی استانبولی: Ortabük) یک منطقهٔ مسکونی در ترکیه است که در مرزیفون واقع شده‌است.